# حسین اینان
حسین اینان (به ترکی: Hüseyin İnan)،
(۱۹۴۹ در بزهویوک گورون در استان سیواس - ۶ مه ۱۹۷۲ در زندان مرکزی آنکارا)، انقلابی مارکسیست-لنینیست و یکی از بنیانگذاران ارتش آزادیبخش خلق ترکیه بود.